# Smučarski skoki v sezoni 1968/69
Smučarski skoki v sezoni 1968/69. To je pregled najpomembnejših tekem v smučarskih skokih v sezoni 1968/69. Tekme niso bile povezane v svetovni pokal, ki ga je ustanovila Mednarodna smučarska organizacija s sezono 1979/80.

## Tekme

### Razred A
| Datum              | Prizorišče             | Skakalnica                | Opomba                          | Zmagovalec      | Drugi             | Tretji            | Vir           |
| ------------------ | ---------------------- | ------------------------- | ------------------------------- | --------------- | ----------------- | ----------------- | ------------- |
| 29. december 1968  | Oberstdorf             | Schattenbergschanze       | Turneja štirih skakalnic        | Bjørn Wirkola   | Jiří Raška        | Josef Matouš      | [ 1 ]         |
| 1. januar 1969     | Garmisch-Partenkirchen | Große Olympiaschanze      | Turneja štirih skakalnic        | Bjørn Wirkola   | Anatolij Žeglanov | František Rydval  | [ 2 ]         |
| 4. januar 1969     | Innsbruck              | Bergiselschanze           | Turneja štirih skakalnic        | Bjørn Wirkola   | Jiří Raška        | Anatolij Žeglanov | [ 3 ] [ 4 ]   |
| 5. januar 1969     | Bischofshofen          | Paul-Außerleitner-Schanze | Turneja štirih skakalnic        | Jiří Raška      | Bjørn Wirkola     | Lars Grini        | [ 5 ] [ 4 ]   |
|                    | Skupno:                | Skupno:                   | Turneja štirih skakalnic        | Bjørn Wirkola   | Jiří Raška        | Zbyněk Hubač      | [ 4 ]         |
| 2. marec 1969      | Lahti                  | Intiaanikukkula           | Smučarske igre Lahti            | Christian Kiehl | Veikko Kankkonen  | Tadeusz Pawlusiak | [ 6 ] [ 7 ]   |
| 8./9. marec 1969   | Vikersund              | Vikersundbakken           | Teden smučarskih poletov        | Bjørn Wirkola   | Jiří Raška        | Zbyněk Hubač      | [ 8 ] [ 9 ]   |
| 16. marec 1969     | Oslo                   | Holmenkollbakken          | Smučarski festival Holmenkollen | Topi Mattila    | Gjert Andersen    | Jiří Raška        | [ 10 ] [ 11 ] |
| 21.–23. marec 1969 | Planica                | Velikanka bratov Gorišek  | Teden smučarskih poletov        | Jiří Raška      | Bjørn Wirkola     | Manfred Wolf      | [ 12 ] [ 13 ] |

### Ostale tekme
| Datum             | Prizorišče             | Skakalnica                  | Opomba                                  | Zmagovalec                                                                | Drugi                                                         | Tretji                                                   | Vir             |
| ----------------- | ---------------------- | --------------------------- | --------------------------------------- | ------------------------------------------------------------------------- | ------------------------------------------------------------- | -------------------------------------------------------- | --------------- |
| 8. december 1968  | Kuopio                 | Puijo                       |                                         | Juhani Ruotsalainen                                                       | Manfred Queck                                                 | ?                                                        | [ 14 ] [ 15 ]   |
| 15. december 1968 | St. Moritz             | Olympiaschanze              | Trening s točkovanjem                   | Alain Macle                                                               | Heini Ihle                                                    | Günther Göllner                                          | [ 16 ] [ 17 ]   |
| 26. december 1968 | St. Moritz             | Olympiaschanze              | Božična tekma                           | Sepp Lichtenegger                                                         | Josef Zehnder                                                 | Rudolf Doubek                                            | [ 18 ] [ 19 ]   |
| 27. december 1968 | Nesselwang             | Olympiaschanze              |                                         | Willy Schuster                                                            | Franz Keller                                                  | Alfred Bernhard                                          | [ 20 ]          |
| 28. december 1968 | Ruhpolding             | Große Zirmbergschanze       | Pokal Bayern                            | Franz Keller                                                              | Dalibor Motejlek                                              | Bohuslav Novák                                           | [ 21 ] [ 22 ]   |
| 9. januar 1969    | Špindlerův Mlýn        | Svatý Petr                  | Bohemska turneja                        | Jiří Raška Bjørn Wirkola                                                  |                                                               | Bent Tomtum                                              | [ 23 ] [ 24 ]   |
| 11. januar 1969   | Tanvald Plavy          | Na Pláni                    | Bohemska turneja                        | Bjørn Wirkola                                                             | Bent Tomtum                                                   | Jiří Raška                                               | [ 25 ] [ 26 ]   |
| 12. januar 1969   | Liberec                | Ještěd                      | Bohemska turneja                        | Bjørn Wirkola                                                             | Jiří Raška                                                    | František Rydval                                         | [ 27 ] [ 28 ]   |
|                   | Skupno:                | Skupno:                     | Bohemska turneja                        | Bjørn Wirkola                                                             | Jiří Raška                                                    | Bent Tomtum                                              | [ 28 ]          |
| 11. januar 1969   | Maribor                | Pekrska gorca               | Koroško-slovenska turneja               | Marjan Mesec                                                              | Ludvik Zajc                                                   | Branko Dolhar                                            | [ 29 ]          |
| 12. januar 1969   | Beljak                 | Villacher Alpenarena        | Koroško-slovenska turneja               | Alain Macle                                                               | Ludvik Zajc Ryszard Witke                                     |                                                          | [ 30 ] [ 31 ]   |
| 13. januar 1969   | Trg                    | Kurikkala-Schanze           | Koroško-slovenska turneja               | Lars Grini                                                                | László Gellér                                                 | Marjan Mesec                                             | [ 32 ] [ 33 ]   |
|                   | Skupno:                | Skupno:                     | Koroško-slovenska turneja               | Marjan Mesec                                                              | Ryszard Witke                                                 | Ludvik Zajc                                              | [ 34 ] [ 31 ]   |
| 12. januar 1969   | Semmering              | Liechtensteinschanze        |                                         | Lars Grini                                                                | Dalibor Motejlek                                              | Bohuslav Novák                                           | [ 35 ] [ 30 ]   |
| 18. januar 1969   | Lake Placid            | Olimpijska skakalnica       | Masters International                   | Odd Hammernes                                                             | Bruce Jennings                                                | Franz Keller                                             | [ 36 ] [ 37 ]   |
| 19. januar 1969   | Lake Placid            | Olimpijska skakalnica       | odprto ameriško prvenstvo               | Georg Krog                                                                | Dana Zelanakis                                                | Giacomo Aimoni Ludvik Zajc                               | [ 38 ] [ 39 ]   |
| 19. januar 1969   | Saint Nizier           | Dauphiné                    |                                         | Jiří Raška                                                                | Alain Macle                                                   | Zbyněk Hubač                                             | [ 40 ] [ 41 ]   |
| 19. januar 1969   | Le Brassus             | La Chirurgienne             |                                         | Jukio Kasaja                                                              | Takaši Fudžisava                                              | Rudolf Höhnl                                             | [ 42 ] [ 43 ]   |
| 19. januar 1969   | Kavgolovo              | Tramplin Kawgolowo          |                                         | Anatolij Žeglanov                                                         | Gari Napalkov                                                 | Heinz Schmidt                                            | [ 44 ] [ 45 ]   |
| 24. januar 1969   | Szczyrk                | Skalite                     | Turneja Beskiden/ Turneja prijateljstva | Józef Przybyła                                                            | Anatolij Žeglanov                                             | Horst Queck                                              | [ 46 ] [ 47 ]   |
| 26. januar 1969   | Wisła                  | Malinka                     | Turneja Beskiden/ Turneja prijateljstva | Gari Napalkov                                                             | Józef Przybyła                                                | Tadeusz Pawlusiak                                        | [ 48 ] [ 49 ]   |
| 28. januar 1969   | Zakopane               | Wielka Krokiew              | Turneja prijateljstva                   | Tadeusz Pawlusiak                                                         | Józef Przybyła                                                | Horst Queck                                              | [ 50 ] [ 51 ]   |
|                   | Skupno:                | Skupno:                     | Turneja prijateljstva                   | Józef Przybyła                                                            | Gari Napalkov                                                 | Tadeusz Pawlusiak                                        | [ 51 ]          |
| 26. januar 1969   | Willingen              | Mühlenkopfschanze           |                                         | Walter Schwabl                                                            | Rudolf Höhnl                                                  | Max Golser                                               | [ 52 ] [ 53 ]   |
| 26. januar 1969   | Unterwasser            | Säntisschanze               | Švicarska turneja                       | Bjørn Wirkola                                                             | Jiří Raška                                                    | Takaši Fudžisava                                         | [ 55 ] [ 56 ]   |
| 28. januar 1969   | St. Moritz             | Olympiaschanze              | Švicarska turneja                       | Hans Schmid                                                               | Jukio Kasaja                                                  | Ladislav Divila                                          | [ 57 ] [ 58 ]   |
| 31. januar 1969   | Gstaad                 | Schanze                     | Švicarska turneja                       | Bjørn Wirkola                                                             | Hans Schmid                                                   | Takaši Fudžisava                                         | [ 59 ] [ 60 ]   |
| 2. februar 1969   | Le Locle               | Tremplin de la Combe Girard | Švicarska turneja                       | Jukio Kasaja                                                              | Hans Schmid                                                   | Akicugu Kono                                             | [ 61 ] [ 62 ]   |
|                   | Skupno:                | Skupno:                     | Švicarska turneja                       | Hans Schmid                                                               | Jukio Kasaja                                                  | Bjørn Wirkola                                            | [ 63 ] [ 64 ]   |
| 29. januar 1969   | Berchtesgaden          | Kälbersteinschanze          |                                         | Reinhold Bachler                                                          | Peter Štefančič                                               | Ernst Kröll                                              | [ 65 ] [ 66 ]   |
| 2. februar 1969   | Falun                  | Källviksbacken              | Švedske smučarske igre                  | Lars Grini                                                                | Ingolf Mork                                                   | Gilbert Poirot                                           | [ 67 ] [ 68 ]   |
| 2. februar 1969   | Leavenworth            | Bakke Hill                  |                                         | Knut Kongsgård                                                            | Nobukazu Saito                                                | Seidži Aoči                                              | [ 69 ] [ 70 ]   |
| 4. februar 1969   | Garmisch-Partenkirchen | Große Olympiaschanze        |                                         | Reinhold Bachler                                                          | Ernst Kröll                                                   | Max Golser                                               | [ 71 ] [ 72 ]   |
| 8. februar 1969   | Oberhof                | Thüringenschanze            | Smučarske igre Oberhofer                | Horst Queck                                                               | Wolfgang Stöhr                                                | Hans-Georg Aschenbach                                    | [ 73 ] [ 74 ]   |
| 9. februar 1969   | Oberhof                | Rennsteigschanze            | Smučarske igre Oberhofer                | Christian Kiehl                                                           | Heinz Schmidt                                                 | Bernd Karwofsky                                          | [ 75 ] [ 76 ]   |
| 8. februar 1969   | Špindlerův Mlýn        | Svatý Petr                  | Zimska Špartakiada SKDA                 | František Rydval                                                          | Rudolf Höhnl                                                  | Stanisław Gąsienica Daniel                               | [ 77 ]          |
| 10. februar 1969  | Špindlerův Mlýn        | Svatý Petr                  | Zimska Špartakiada SKDA                 | Anatolij Žeglanov                                                         | Manfred Wolf                                                  | Vladimir Belusov                                         | [ 78 ] [ 79 ]   |
| 9. februar 1969   | Westby                 | Snowflake                   |                                         | Bjørn Wirkola                                                             | Adrian Watt                                                   | Jan Olaf Roaldset                                        | [ 80 ] [ 81 ]   |
| 15. februar 1969  | Iron Mountain          | Pine Mountain Jump          |                                         | Seidži Aoči                                                               | Adrian Watt                                                   | Bill Bakke                                               | [ 82 ] [ 83 ]   |
| 16. februar 1969  | Iron Mountain          | Pine Mountain Jump          |                                         | Adrian Watt                                                               | Seidži Aoči                                                   | Odd Hammernes                                            | [ 84 ] [ 83 ]   |
| 17. februar 1969  | Murau                  | Hans-Walland Großschanze    | Pokal Kongsberg                         | Hans Schmid                                                               | Reinhold Bachler                                              | Bohuslav Novák                                           | [ 85 ] [ 86 ]   |
| 17. februar 1969  | Cortina d’Ampezzo      | Trampolino Italia           |                                         | Josef Matouš                                                              | Ladislav Divila                                               | Jiří Raška                                               | [ 87 ] [ 88 ]   |
| 21. februar 1969  | Štrbské Pleso          | MS 1970 B                   | Pokal Tatre                             | Jiří Raška                                                                | Ladislav Divila                                               | Gari Napalkov                                            | [ 89 ] [ 90 ]   |
| 23. februar 1969  | Štrbské Pleso          | MS 1970 A                   | Pokal Tatre                             | Jiří Raška                                                                | Ernst Kröll                                                   | Rudolf Höhnl                                             | [ 91 ] [ 92 ]   |
| 23. februar 1969  | Rome                   | Dyracuse Mound              |                                         | Seidži Aoči                                                               | Nobukazu Saito                                                | Jim Wright                                               | [ 93 ] [ 94 ]   |
| 24. februar 1969  | Morteau                | Tremplin de Morteau         | Pokal Klaus                             | Rudolf Doubek                                                             | Mario Cecon                                                   | Giacomo Aimoni                                           | [ 95 ] [ 96 ]   |
| 1. marec 1969     | Ishpeming              | Suicide Hill                | Memorial Paúla Bietile                  | Nobukazu Saito                                                            | ?                                                             | ?                                                        | [ 97 ]          |
| 2. marec 1969     | Ishpeming              | Suicide Hill                | Memorial Paúla Bietile                  | Seidži Aoči                                                               | Ken Harkins                                                   | Nobukazu Saito                                           | [ 98 ] [ 99 ]   |
| 2. marec 1969     | Braunlage              | Wurmbergschanze             |                                         | Henrik Ohlmeyer                                                           | Einar Bekken                                                  | Gerard Hofmeister                                        | [ 100 ] [ 101 ] |
| 3. marec 1969     | Chamonix               | Le Mont                     | Grand Prix                              | Gilbert Poirot                                                            | Ernst Kröll                                                   | Hans Schmid                                              | [ 102 ] [ 103 ] |
| 4. marec 1969     | Saporo                 | Okurajama                   |                                         | Jukio Kasaja                                                              | ?                                                             | ?                                                        | [ 104 ] [ 105 ] |
| 6. marec 1969     | Saporo                 | Okurajama                   |                                         | Josef Matouš                                                              | Seidži Aoči                                                   | Jukio Kasaja                                             | [ 106 ] [ 107 ] |
| 7. marec 1969     | Saporo                 | Okurajama                   | Pokal HBC                               | Josef Matouš                                                              | Akicugu Kono                                                  | Jukio Kasaja                                             | [ 108 ] [ 109 ] |
| 9. marec 1969     | Saporo                 | Okurajama                   | Igre Mijasama                           | Josef Matouš                                                              | Gari Napalkov                                                 | Seidži Aoči                                              | [ 110 ] [ 111 ] |
| 3. marec 1969     | Kouvola                | Palomäen Hyppyrimäki        |                                         | Vladimir Belusov                                                          | Horst Queck                                                   | Christian Kiehl                                          | [ 112 ] [ 113 ] |
| 5. marec 1969     | Kaipola                | Pitkävuori                  |                                         | Anatolij Žeglanov                                                         | Osmo Leivo                                                    | Juhani Ruotsalainen                                      | [ 114 ]         |
| 7. marec 1969     | Lappeenranta           | Huhtiniemen Hyppyrimäki     |                                         | Vladimir Belusov                                                          | Aleksander Nosov                                              | Anatolij Žeglanov                                        | [ 115 ] [ 113 ] |
| 8. marec 1969     | Zakopane               | Wielka Krokiew              | Memorial Czech-Marusarzówna             | Manfred Wolf                                                              | Józef Przybyła                                                | Stanisław Gąsienica Daniel                               | [ 116 ] [ 117 ] |
| 9. marec 1969     | Zakopane               | Wielka Krokiew              | Memorial Czech-Marusarzówna             | Manfred Wolf                                                              | Vladimir Galkin                                               | Walter Schwabl                                           | [ 118 ] [ 119 ] |
| 9. marec 1969     | Kuopio                 | Puijo                       | Zimske igre Puijo                       | Topi Mattila                                                              | Horst Queck                                                   | Christian Kiehl                                          | [ 120 ] [ 121 ] |
| 9. marec 1969     | La Bresse              | Tremplin Lispach            |                                         | Gilbert Poirot                                                            | Mario Cecon                                                   | Heribert Schmid                                          | [ 122 ] [ 123 ] |
| 11. marec 1969    | Odnes                  | Odnesbakken                 | Flubergrennet                           | Jiří Raška                                                                | Bjørn Wirkola                                                 | Rudolf Höhnl                                             | [ 124 ] [ 125 ] |
| 16. marec 1969    | Schönwald              | Adlerschanze                |                                         | Mario Cecon Willy Schuster                                                |                                                               | Albino Bazzana                                           | [ 126 ]         |
| 20. marec 1969    | Kaustinen              | Hyppyrimäki                 |                                         | Topi Mattila                                                              | Masakacu Asari                                                | Jukio Kasaja                                             | [ 127 ] [ 128 ] |
| 29. marec 1969    | Oberwiesenthal         | Fichtelbergschanze          |                                         | Nemška demokratična republikaChristian Kiehl Heinz Schmidt Rainer Schmidt | PoljskaJózef Przybyła S. Gąsienica Daniel Stanisław Murzyniak | Sovjetska zvezaAleksander Ivanikov Vladimir Galkin Lisov | [ 129 ] [ 130 ] |
| 30. marec 1969    | Oberwiesenthal         | Fichtelbergschanze          | Pokal svobodnega tiska                  | Heinz Schmidt                                                             | Christian Kiehl                                               | Rainer Schmidt                                           | [ 131 ] [ 132 ] |
| 30. marec 1969    | Kuusamo                | Rukatunturi                 |                                         | Juhani Ruotsalainen                                                       | Bjørn Wirkola                                                 | Topi Mattila                                             | [ 133 ] [ 134 ] |
| 30. marec 1969    | Feldberg               | Schanze im Fahler Loch      |                                         | Henrik Ohlmeyer                                                           | Josef Matouš                                                  | Ernst Kröll                                              | [ 135 ] [ 136 ] |
| 5. april 1969     | Riezlern               | Köpfleschanze               | Velikonočna tekma                       | Willy Schuster                                                            | Heini Ihle                                                    | Franz Keller                                             | [ 137 ]         |
| 7. april 1969     | Dornbirn               | Bödele                      |                                         | Willy Schuster                                                            | Josef Zehnder                                                 | Franz Keller                                             | [ 138 ] [ 139 ] |

## Novi rekordi skakalnic
| Prizorišče    | Skakalnica                  | Skakalec         | Dolžina | Datum            | Vir            |
| ------------- | --------------------------- | ---------------- | ------- | ---------------- | -------------- |
| Semmering     | Liechtensteinschanze        | Dalibor Motejlek | 076,5 m | 12. januar 1969  | [ 30 ]         |
| Saint Nizier  | Dauphiné                    | Jiří Raška       | 106,5 m | 19. januar 1969  | [ 41 ]         |
| Gstaad        | Schanze                     | Hans Schmid      | 076,0 m | 31. januar 1969  | [ 63 ]         |
| Le Locle      | Tremplin de la Combe Girard | Jukio Kasaja     | 074,5 m | 2. februar 1969  | [ 140 ]        |
| Le Locle      | Tremplin de la Combe Girard | Hans Schmid      | 079,0 m | 2. februar 1969  | [ 140 ]        |
| Le Locle      | Tremplin de la Combe Girard | Jukio Kasaja     | 079,0 m | 2. februar 1969  | [ 140 ]        |
| Murau         | Hans-Walland Großschanze    | Hans Schmid      | 104,5 m | 17. februar 1969 | [ 141 ]        |
| Štrbské Pleso | MS 1970 A                   | Jiří Raška       | 107,5 m | 23. februar 1969 | [ 142 ]        |
| Saporo        | Okurajama                   | Josef Matouš     | 104,0 m | 7. marec 1969    | [ 117 ]        |
| Zakopane      | Wielka Krokiew              | Manfred Wolf     | 111,5 m | 8. marec 1969    | [ 51 ]         |
| Kuopio        | Puijo                       | Horst Queck      | 093,0 m | 9. marec 1969    | [ 143 ]        |
| Kuopio        | Puijo                       | Topi Mattila     | 094,0 m | 9. marec 1969    | [ 143 ]        |
| Odnes         | Odnesbakken                 | Bjørn Wirkola    | 107,5 m | 11. marec 1969   | [ 125 ]        |
| Oslo          | Holmenkollbakken            | Topi Mattila     | 092,0 m | 16. marec 1969   | [ 144 ]        |
| Planica       | Velikanka bratov Gorišek    | Bjørn Wirkola    | 156,0 m | 21. marec 1969   | [ 13 ]         |
| Planica       | Velikanka bratov Gorišek    | Jiří Raška       | 156,0 m | 22. marec 1969   | [ 145 ]        |
| Planica       | Velikanka bratov Gorišek    | Bjørn Wirkola    | 160,0 m | 22. marec 1969   | [ 145 ]        |
| Planica       | Velikanka bratov Gorišek    | Jiří Raška       | 164,0 m | 22. marec 1969   | [ 145 ]        |
| Planica       | Velikanka bratov Gorišek    | Manfred Wolf     | 165,0 m | 23. marec 1969   | [ 146 ] [ 13 ] |
| Feldberg      | Großschanze im Fahler Loch  | Ernst Kröll      | 089,0 m | 30. marec 1969   | [ 147 ]        |